# 2024年台東縣成功鎮鎮長謝淑貞罷免案
中國國民黨籍政治人物謝淑貞，在擔任第19屆台東縣成功鎮鎮長任內，被鎮民依《公職人員選舉罷免法》提起罷免程序。
當日投票人數總計793人，其中同意票數為736票，不同意票數為46票，無效票數為11票，投票率6.96%。由於有效同意票數未達成功鎮選舉人總數四分之一以上，因此罷免失敗，謝淑貞續任成功鎮鎮長，且不得再於剩餘任期内對其罷免。這是台東縣首次出現鄉鎮市長罷免案，也是該縣投票率最低的一次選舉。

## 背景
謝淑貞在2022年中華民國地方公職人員選舉中當選第19屆台東縣成功鎮鎮長，其夫黃博昌亦曾任成功鎮鎮長，八年任滿後接棒給謝淑貞。
在其任內，謝淑貞被指控政見跳票及掏空鎮產。故罷免案在鎮民代表會主席及數名鎮民代表帶領下開始連署。

## 罷免門檻
依《公職人員選舉罷免法》規定，罷免第一階段為提議，提議人數應為原選舉區選舉人總數1%以上；罷免第二階段為連署，連署人數需原選舉區選舉人總數10%以上；而罷免第三階段為投票，若有效同意票數多於不同意票數，且同意票數達原選舉區選舉人總數四分之一以上即為通過。
據中華民國中央選舉委員會統計，成功鎮選舉人人數為1萬1556人，故第一階段至少需116人提議，第二階段需1156人連署，第三階段投票前統計需要2848票。
年滿20歲，在成功鎮設籍超過4個月，且為中華民國國民者，可以參與罷免投票。根據《公職人員選舉罷免法》第九十條第一項，罷免投票的通過門檻必須同時符合以下兩條件：
1. 有效同意票數多於不同意票數。
2. 同意票數達原選舉區選舉人總數四分之一以上（2,848）[註 1]

## 罷免程序日程
| 日期      | 階段     | 日程                             |
| --------- | -------- | -------------------------------- |
| 3月8日    | 第一階段 | 送件連署書                       |
| 4月25日   | 第二階段 | 進入第二階段連署                 |
| 6月3日    | 第二階段 | 送件連署書                       |
| 6月20日   | 第三階段 | 罷免案宣告成立                   |
| 7月前     | 第三階段 | 被罷免人提出答辯書               |
| 7月5日    | 第三階段 | 發布罷免公告                     |
| 7月31日前 | 第三階段 | 分送罷免公告內容及罷免投票通知單 |
| 8月3日    | 第三階段 | 投票開票                         |

## 連署結果
|                          | 個數       | ％         | 占選舉人數％ |
| ------------------------ | ---------- | ---------- | ------------ |
| 選舉人數                 | 11,556     | 100.00     | 100.00       |
| 第一階段罷免連署門檻人數 | 116        | 1.00       | 1.00         |
| 送件人數                 |            |            |              |
| 合格數                   | 127        |            | 1.10         |
| 不合格數                 |            |            |              |
| 第二階段罷免連署門檻人數 | 1,156      | 10.00      | 10.00        |
| 合格數                   | 1,416      | 94.4       | 12.25        |
| 不合格數                 | 84         | 5.6        | 0.72         |
| 總連署人數               | 1,500      | 100        | 12.98        |
| 結果                     | 罷免案成立 | 罷免案成立 | 罷免案成立   |

## 投票結果
|          |            | 個數   | ％     | 占選舉人數％ |
| -------- | ---------- | ------ | ------ | ------------ |
| 選舉人數 | 選舉人數   | 11,391 | 100.00 | 100.00       |
| 門檻票數 | 門檻票數   | 2,848  | 25.00  | 25.00        |
|          | 同意票數   | 736    | 94.12  | 6.46         |
|          | 不同意票數 | 46     | 5.88   | 0.4          |
| 有效票數 | 有效票數   | 782    | 98.6   | 6.87         |
| 無效票數 | 無效票數   | 11     | 1.4    | 0.10         |
| 總投票數 | 總投票數   | 793    | 100    | 6.96%        |
| 結果     | 結果       | 不通過 | 不通過 | 不通過       |